# Дзенциоловский, Адам
Адам Дзенциоловский (пол. Adam Dzięciołowski, 3 декабря 1924, Быдгощ — 19 декабря 1991, Забже) — польский шахматист, национальный мастер.
Серебряный призёр чемпионата Польши 1956 г. (всего участвовал в 6 чемпионатах).
В составе клуба «AZS Gliwice» победитель командного чемпионата Польши 1955 года; в 1951 и 1952 гг. — серебряный призёр, в 1953 г. — бронзовый призёр данного соревнования.
В составе клуба «Start Katowice» серебряный призёр командного чемпионата Польши 1973 г., бронзовый призёр данного соревнования в 1960, 1963, 1965, 1968, 1970 и 1976 гг.
В составе сборной Польши участник матча со сборной Белорусской ССР 1956 / 57 гг.
Участник мемориала Д. Пшепюрки 1957 г.
Проявил себя на тренерской работе. Наиболее удачно сотрудничал с К. Радзиковской, в частности, был её секундантом на межзональном турнире 1971 г.

## Основные спортивные результаты
| Год         | Город        | Соревнование                                                     | + | − | =  | Результат | Место         |
| ----------- | ------------ | ---------------------------------------------------------------- | - | - | -- | --------- | ------------- |
| 1949        | Познань      | Чемпионат Польши                                                 | 6 | 3 | 7  | 9½ из 16  | 4             |
| 1950        | Бельско-Бяла | Чемпионат Польши                                                 | 3 | 4 | 8  | 7 из 15   | 9             |
| 1951        | Лодзь        | Чемпионат Польши                                                 | 3 | 3 | 9  | 7½ из 15  | 9—10          |
|             |              | Командный чемпионат Польши («AZS Gliwice», 1-я доска)            |   |   |    |           | Команда — 2-я |
| 1952        | Закопане     | Командный чемпионат Польши («AZS Gliwice», 1-я доска)            |   |   |    |           | Команда — 2-я |
| 1953        | Катовице     | Командный чемпионат Польши («AZS Gliwice», 1-я доска)            |   |   |    |           | Команда —3-я  |
| 1956        | Ченстохова   | Чемпионат Польши                                                 | 7 | 2 | 10 | 12 из 19  | 2             |
| 1956 / 1957 | Минск        | Матч Белорусская ССР — Польша (3-я доска, против Г. Н. Вересова) | 0 | 1 | 1  | ½ из 2    |               |
| 1957        | Варшава      | Чемпионат Польши                                                 | 6 | 4 | 7  | 9½ из 17  | 10—11         |
|             | Щавно-Здруй  | Мемориал Д. Пшепюрки                                             | 1 | 9 | 5  | 3½ из 15  | 16            |
| 1960        | Вроцлав      | Командный чемпионат Польши («Start Katowice», 3-я доска)         |   |   |    |           | Команда — 3-я |
| 1963        | Висла        | Командный чемпионат Польши («Start Katowice», 3-я доска)         |   |   |    |           | Команда — 3-я |
| 1965        | Краков       | Командный чемпионат Польши («Start Katowice», 2-я доска)         |   |   |    |           | Команда — 3-я |
| 1968        | Познань      | Командный чемпионат Польши («Start Katowice», 2-я доска)         |   |   |    |           | Команда — 3-я |
| 1970        | Познань      | Командный чемпионат Польши («Start Katowice», 2-я доска)         |   |   |    |           | Команда — 3-я |
| 1973        | Быдгощ       | Командный чемпионат Польши («Start Katowice», 4-я доска)         |   |   |    |           | Команда — 2-я |
| 1975        | Познань      | Чемпионат Польши                                                 |   |   |    |           | 8             |
| 1976        | Цехоцинек    | Командный чемпионат Польши («Start Katowice», 3-я доска)         |   |   |    |           | Команда — 3-я |